# Chushan (köpinghuvudort i Kina, Henan Sheng, lat 33,30, long 113,65)
Chushan är en köpinghuvudort i Kina. Den ligger i provinsen Henan, i den centrala delen av landet, omkring 160 kilometer söder om provinshuvudstaden Zhengzhou. Antalet invånare är 35 872. Befolkningen består av 17 384 kvinnor och 18 488 män. Barn under 15 år utgör 19,0 %, vuxna 15-64 år 66 %, och äldre över 65 år 14,0 %.
Runt Chushan är det tätbefolkat, med 427 invånare per kvadratkilometer. Chushan är det största samhället i trakten. Trakten runt Chushan består till största delen av jordbruksmark.
Genomsnittlig årsnederbörd är 968 millimeter. Den regnigaste månaden är juli, med i genomsnitt 178 mm nederbörd, och den torraste är januari, med 9 mm nederbörd.